# Денис Шаповалов
Денис Шаповалов (енгл. Denis Shapovalov, Тел Авив, 15. април 1999) канадски је тенисер руског порекла.  Најмлађи је тенисер који је успео да уђе међу 30 најбољих тенисера света још од 2005. године. Његов најбољи пласман у синглу је десето место од 21. септембра 2020.
Шаповалов је привукао пажњу јавности 2017. године, пласманом у полуфинале АТП Мастерс 1000 турнира у Канади. Током тог такмичења, победио је гренд слем шампионе Хуана Мартина дел Потра и Рафаела Надала. Након тога, још једном је стигао до полуфинала Мастерс турнира у Мадриду 2018. године и тако постао најбоље рангирани канадски тенисер 21. маја, настављајући свој успон на АТП листи.
Као јуниор, Шаповалов је остварио најбољи пласман, 2. место на ИТФ јуниорској ранг листи, након освајања гренд слем титуле на Вимблдону 2016. године и гренд слем титуле у дублу на Отвореном првенству Сједињених Америчких Држава са Оже-Алијасимом.

## Детињство
Шаповалов је рођен у Тел Авиву, Израел, као син Тесе и Виктора Шаповалова. Његова мајка је била чланица руског националног тениског тима. Преселила се из Русије у Тел Авив, са Денисовим оцем, када се Совјетски Савез распао. Она је на крају постала тениски тренер. Његова мајка је Јеврејка, а његов отац је руски православни хришћанин. Шаповалов има старијег брата Евгенија, који је такође рођен у Израелу.
Породица Шаповалов се преселила из Израела у Канаду пре Денисовог првог рођендана. Он је тада живео у Вону, Онтарио. Почео је да игра тенис у кантри клубу Ричмонд Хил, где је његова мајка добила посао тренера, две недеље након доласка у Торонто из Тел Авива. Денис је почео да игра тенис са 5 година и убрзо је постао опседнут том игром. Када је постало тешко добити довољно времена на теренима кантри клуба Ричмонд Хил, његова мајка је тамо напустила свој посао и на крају је отворила своју тениску академију у Вону, названу Теса Тенис, како би му помогла и пружила базу за тренирање и подучавање игре и другим јуниорима. Она је и даље његов тренер, заједно са Мартином Лаорендом. Шаповалов је похађао средњу школу Стивен Луис у Вону. Добио је надимак „Шапо”.
Шаповалов течно говори руски језик. Свој први интервју на руском језику је дао коментаторима руског Евроспорта. Сада живи у Насауу, Бахами. Он игра за Канаду, али има и израелско и канадско држављанство.

## Тениска каријера

### Јуниор
Када је Шаповалов имао 13 година, његове потребе за тренингом су превазилазиле могућности његове мајке. У том тренутку породица је ангажовала Адриана Фуоривија, бившег менаџера задуженог за развој тениса у Канади. Он постаје Денисов лични тренер и почиње да путује са њим на турнирима, док су његови родитељи остали код куће да воде академију. Сарадња између Шаповалова и Адријана је трајала четири године и укључивала је бројне јуниорске и ИТФ фјучерс титуле, укључујући и титулу на јуниорском Отвореном првенству Сједињених Америчких Држава 2015. године у дублу, као и титулу на Вимблдону 2016. године у синглу. У октобру 2013. године, Шаповалов је освојио своју прву јуниорску титулу на ИТФ Г5 турниру у Берлингтону. Своју другу титулу у синглу је освојио у априлу 2014. године на ИТФ Г5 турниру, такође у Берлингтону. У јулу 2014. године, Шаповалов је освојио титуле и у синглу и у дублу на ИТФ Г4 турниру у Сан Хосеу. На Отвореном првенству Сједињених Америчких Држава, у септембру 2015. године, освојио је титулу у пару са Феликсом Оже-Алијасимом. У октобру исте године, Шаповалов и његови саиграчи Феликс Оже-Алијасим и Бенџамин Сигоуин су освојили прву јуниорску титулу Дејвис купа за Канаду, у њеној историји. На Отвореном првенству Француске, у мају 2016. године, стигао је до полуфинала сингла и другог кола дубла. Почетком јула 2016. године, освојио је своју прву Г1 титулу, након што је освојио турнир у Рохамптону. Недељу дана касније, Шаповалов је постао трећи Канађанин који је освојио јуниорску гренд слем титулу, победом над Алексом де Минауром у три сета на Вимблдону. Он је такође стигао до финала дублова са Феликсом Оже-Алијасимом.
Као јуниор, његов однос победа и пораза износи 86:32.

### 2015-16: Почетак АТП каријере
Крајем новембра 2015. године, Шаповалов је освојио прву професионалну титулу у дублу на ИТФ фјучерс турниру у Пенсаколи. У јануару 2016. године, стигао је до финала дублова на ИТФ фјучерс турниру у Санрајзу. Недељу дана касније, освојио је прву професионалну титулу у синглу, победом над Педром Сакамотом на ИТФ фјучерс турниру у Вестону. У марту исте године, стигао је до полуфинала челенџера у Драмондвилу, победивши првог топ 100 играча Остина Крајичека пре него што је изгубио од Данијела Еванса у три сета.
У априлу 2016. године, Шаповалов је освојио своју другу и трећу титулу након што је победио 286. тенисера света, Тениса Сандгренa на ИТФ турниру у Мемфису и победом на ИТФ турниру у Оранџ Парку над Миомиром Кецмановићем, две недеље касније. У јулу 2016. године, Шаповалов је добио специјалну позивницу за учешће на турниру у Вашингтону, што је његов први наступ у главном жребу неког АТП турнира. Поражен је од Лукаша Лацка у три сета. Шаповалов је следеће недеље добио специјалну позивницу за учешће на Роџерс купу. У првом колу је изненадио 19. тенисера, Ника Кириоса, победивши га у три сета за прву победу на високом нивоу. У следећем колу је поражен од 40. тенисера, Григора Димитрова, у два сета.

### 2017. Полуфинале Мастерс 1000 и пробој међу 50 најбољих
У фебруару 2017. године, Шаповалов је изабран да наступа за репрезентацију Канаде у првом колу Светске групе Дејвис купа против репрезентације Велике Британије. Денис је изгубио уводни меч од Данијела Еванса. У одлучујућем мечу против Кајла Едмунда, он је случајно погодио главног судију у око, након бесциљног лансирања лоптице према публици, што је довело до дисквалификације због неспортског понашања, и као резултат тога, Велика Британија је победила 3:2.
У марту, у Гатиноу, Шаповалов је освојио своју четврту ИТФ фјучерс титулу у синглу, након што је победио Глеба Сахарова у два сета. Две недеље касније, освојио је своју прву челенџер титулу, победом над  Рубеном Бемелмансом на турниру у Драмондвилу и тако је постао најмлађи Канађанин који је освојио титулу на челенџеру, све до победе Феликса Оже-Алијасима на челенџеру у Лиону, исте године. Наредне недеље, поражен је од Мирзе Башића у финалу АТП челенџер турнира у Гвадалахари, чиме је прекинут његов победнички низ од 17 мечева. На Отвореном првенству Француске, на његовом првом професионалном гренд слем турниру, поражен је у првом колу квалификација од стране првог носиоца, Маријуса Копила, у три сета. У јуну, Шаповалов се квалификовао на АТП 500 турнир у Квинс клабу у Лондону. То је било његово четврто учешће у главном жребу неког АТП турнира, али прво као квалификант. У првом колу, победио је 47. тенисера света, Кајла Едмунда, након чега је поражен од 14. тенисера, Томаша Бердиха. На Вимблдону, Шаповалов је добио специјалну позивницу за учешће у главном жребу тог турнира. Поражен је у првом колу од Јежија Јановича. Крајем месеца, освојио је своју другу АТП челенџер титулу, победивши сународника Питера Поланског у финалу турнира и Гатиноу.
Шаповалов је доживео значајан помак у августу на Роџерс купу, када је у другом колу победио 31. тенисера, Хуана Мартина дел Потра и 2. тенисера света, Рафаела Надала, у наредном колу. То је био његов први меч против топ 10 играча. У четвртфиналу је победио 42. тенисера, Адријана Манарина, а затим је у полуфиналу поражен од 8. тенисера света, Александра Зверева. Овим успехом, Денис је постао најмлађи тенисер икада који је стигао до полуфинала АТП Мастерс 1000 турнира.
Упркос својим добрим партијама, Шаповалов је морао да игра квалификације за учешће на Отвореном првенству Сједињених Америчких Држава. У квалификацијама, победио је Дениса Кудлу, Гастаоа Елијаса и Јана Шатрала. У главном жребу, Шаповалов је у првом колу савладао Данила Медведева, а затим осмог носиоца Жоа-Вилфрида Цонгу. Стигао је до четвртог кола, победом над Кајлом Едмундом у четири сета, поставши најмлађи играч који је стигао до четвртог кола још од Мајкла Ченга 1989. године. У четвртом колу је поражен од Пабла Карења Бусте, након чега је остварио најбољи пласман каријере, 51. место на АТП листи. Шаповалов је добио специјалну позивницу за учешће у главном жребу Мастерса у Шангају, где је изгубио у првом колу од Виктора Троицког у три сета. Он је такође изгубио и у првом колу Мастерса у Паризу, од Жулијена Бенетоа. У новембру, Шаповалов је учествовао на Завршном турниру Следеће Генерације, заједно са још седам најбољих играча до 21 године. Као трећи носилац, Шаповалов је завршио као трећи у својој групи, са једном победом и два пораза, што није било довољно за улазак у полуфинале турнира.

### 2018. Улазак међу 30 најбољих на свету
Шаповалов је започео 2018. сезону на турниру у Бризбејну, где је изгубио у првом колу од Кајла Едмунда. На турниру у Окланду, победио је Дутра Силву у првом колу, али је у другом колу избачен од другог носиоца, Хуана Мартина дел Потра, у два сета. На Отвореном првенству Аустралије, Шаповалов је у првом колу победио Стефаноса Циципаса у три сета, али је изгубио у наредном колу од Жоа-Вилфрида Цонге у пет сетова, упркос водству од 5:2 у одлучујућем сету.
Шаповалов је након тога дебитовао на турниру у Делреј Бичу, где је стигао до полуфинала. У прва три кола је победио Иву Карловића, Џареда Доналдсона и Тејлора Фрица, пре него што је изгубио од каснијег шампиона турнира, Френсиса Тијафоа. Следеће недеље је учествовао на Отвореном првенству Мексика. У првом колу је победио бившег 4. тенисера, Кеја Нишикорија у три сета, али је у другом колу изгубио од 6. тенисера света, Доминика Тима. У марту, Шаповалов је дебитовао на турниру у Индијан Велсу, где је на старту савладао квалификанта, Ричарда Беранкиса. Међутим, у другом колу је изгубио од 30. носиоца, Пабла Куеваса. На Отвореном првенству у Мајамију, у прва три кола је победио Виктора Троицког, Дамира Џумхура и 14. тенисера света, Сема Кверија. Поражен је у четвртом колу од Борне Ћорића.
Шаповалов је започео сезону на шљаци на Мастерсу у Монте Карлу, где је изгубио у првом колу од Стефаноса Циципаса. На свом другом турниру на шљаци, Отвореном првенству Мађарске, поново је изгубио у првом колу, овога пута од Николоза Басилашвилија. На Мастерсу у Мадриду, победио је Тениса Сандгрена и Беноа Пера, а потом је савладао и сународника, Милоша Раонића, за пласман у четвртфинале турнира. Након тога, победио је Кајла Едмунда и тако постао најмлађи полуфиналиста у историји Мастерса у Мадриду. У полуфиналу је изгубио у два сета од трећег носиоца и каснијег шампиона турнира, Александра Зверева. Ове Шаповалове победе су биле његове прве на земљаној подлози и омогућиле су му да по први пут у каријери уђе међу 30 најбољих тенисера на свету. Постао је најмлађи играч у првих 30 на свету, још од 2005. године када је то пошло за руком Ришару Гаскеу. Следеће недеље, на Отвореном првенству Италије, Шаповалов је победио Томаша Бердиха у три сета и Робина Хасеа, такође у три сета за реванш са Рафаелом Надалом у трећем колу. Победом над Томашом Бердихом, постао је нови Канадски број један у синглу. Поражен је од Надала у два сета. Шаповалов је наставио такмичење на Отвореном првенству Француске, победивши Џона Милмана у три сета, али је изгубио у другом колу од Максимилијана Мертерера.
На свом првом турниру у сезони на трави, Отвореном првенству Штутгарта, изгубио је у првом колу од квалификанта. Следеће недеље је учествовао на АТП 500 турниру у Квинс клабу, где је поново изгубио на почетку турнира, овога пута од Жила Милера. Као трећи носилац на турниру у Истборну, победио је у другом колу Џареда Доналдсона, али је изгубио у четвртфиналу од Мише Зверева. У свом првом наступу на Вимблдону, Шаповалов је у првом колу победио Жеремија Шардија, али је у следећем колу изгубио од Беноа Пера, након освојеног првог сета 6:0.
Шаповалов је започео северноамеричку летњу сезону на тврдој подлози, на Сити Опену, где је био постављен за 9. носиоца. У првом колу је победио Данила Медведева да би потом изгубио од 7. носиоца, Кеја Нишикорија, у четвртфиналу турнира. Следеће недеље, Шаповалов се вратио кући у Торонто, како би учествовао на Роџерс купу. Шаповалов је савладао Жеремија Шардија и Италијана Фабија Фоњинија, након чега је избачен са турнира од стране Робина Хасеа. На његовом првом наступу на Мастерсу у Синсинатију, Шаповалов је победио Френсиса Тијафоа и честог противника Кајла Едмунда, пре него што му се реванширао Милош Раонић за пораз на Мастерсу у Мадриду.
На његовом другом учешћу на Отвореном првенству Сједињених Америчких Држава, Шаповалов се у првом колу састао са сународником и добрим пријатељeм, Феликсом Оже-Алијасимом. Пријатељи су поделили прва два сета, али у окрутном заокрету судбине Оже-Алијасима, на његовом првом учешћу у главном жребу гренд слем турнира, био је приморан да преда меч услед застрашујућих околности у трећем сету. Осамнаестогодишњи Оже-Алијасим је затражио медицинску помоћ у раној фази сета, осећајући слабост и вртоглавицу. Успео је да одигра још један гем, пре него што је предао меч. Двојица играча су имали дуг загрљај на мрежи, након чега је Шаповалов охрабрио публику да аплаудира Феликсу, а затим се придружио пријатељу на клупи, како би га утешио. Шаповалов је у наредном колу победио Андреаса Сепија у пет маратонских сетова, али је у трећем колу изгубио од 5. носиоца Кевина Андерсона, у пет сетова коју су трајали скоро четири сата.

### 2019. Стицање искуства и улазак у 20 најбољих
Шаповалов је започео 2019. сезону на турниру у Окланду, где је био седми носилац, али је поражен од Жоао Соузе у три сета. На Отвореном првенству Аустралије, победио је Пабла Андухара и Таро Данијела, пре него што је заустављен у четири сета од стране шестоструког шампиона Новака Ђоковића, у њиховом првом међусобном мечу. Његов следећи турнир био је у Монпељеу, где је избачен у два сета од Пјер-Иг Ербера у четвртфиналу. Он је такође био избачен у четвртфиналу Отвореног првенства Ротердама, али је успео да победи вишегодишњег топ 10 играча, Томаша Бердиха, пре него што је поражен од бившег шампиона, Станисласа Вавринке. Након лошег отварања турнира у Марсељу, поразом од Михаила Кукушкина, Шаповалов је привукао пажњу у Индијан Велсу. Поразио је бившег шампиона Отвореног првенства Сједињених Америчких Држава, Марина Чилића, пре него што га је у осмини финала зауставио Хуберт Хуркач. Учешће на Отвореном првенству у Мајамију је било много успешније јер је успео да савлада играче из нове генерације, Стефаноса Циципаса и Френсиса Тијафоа, на путу до полуфинала. Иако су он и његов сународник Феликс Оже-Алијасим били полуфиналисти и имали прилику да се састану у финалу, обојица су поражени од великих шампиона; Оже-Алијасим од браниоца трофеја, Џона Изнера и Шаповалов од каснијег шампиона турнира, Роџера Федерера у њиховом првом међусобном мечу. Овај резултат му је обезбедио место међу 20 најбољих тенисера света.

## Тренери и стручни тим
Дуги низ година Шаповалова тренира његова мајка, Теса Шаповалова, али се у јесен 2018. године његовом тиму прикључио и Роб Стекли. У пролеће 2019. уместо Стеклија на место тренера долази Адријано Фуоривија.

## Финала АТП мастерс 1000 серије

### Појединачно: 1 (0:1)
| Исход     | Бр. | Година | Турнир | Подлога   | Противник     | Резултат |
| --------- | --- | ------ | ------ | --------- | ------------- | -------- |
| Финалиста | 1.  | 2019.  | Париз  | Тврда (д) | Новак Ђоковић | 3:6, 4:6 |

## АТП финала

### Појединачно: 6 (1:5)
| Легенда                        |
| ------------------------------ |
| Гренд слем турнири (0:0)       |
| Завршно првенство сезоне (0:0) |
| АТП мастерс 1000 (0:1)         |
| АТП 500 (0:1)                  |
| АТП 250 (1:3)                  |

| Финала по подлози |
| ----------------- |
| Тврда (1:4)       |
| Шљака (0:1)       |
| Трава (0:0)       |

| Финала по локацији |
| ------------------ |
| Отворено (0:2)     |
| Дворана (1:3)      |

| Исход     | Бр. | Датум              | Турнир             | Подлога   | Противник        | Резултат      |
| --------- | --- | ------------------ | ------------------ | --------- | ---------------- | ------------- |
| Победник  | 1.  | 20. октобар 2019.  | Стокхолм, Шведска  | Тврда (д) | Филип Крајиновић | 6:4, 6:4      |
| Финалиста | 1.  | 3. новембар 2019.  | Париз, Француска   | Тврда (д) | Новак Ђоковић    | 3:6, 4:6      |
| Финалиста | 2.  | 22. мај 2021.      | Женева, Швајцарска | Шљака     | Каспер Руд       | 6:7(6:8), 4:6 |
| Финалиста | 3.  | 13. новембар 2021. | Стокхолм, Шведска  | Тврда (д) | Томи Пол         | 4:6, 6:2, 4:6 |
| Финалиста | 4.  | 2. октобар 2022.   | Сеул, Јужна Кореја | Тврда     | Јошихито Нишиока | 4:6, 6:7(5:7) |
| Финалиста | 5.  | 30. октобар 2022.  | Беч, Аустрија      | Тврда (д) | Данил Медведев   | 6:4, 3:6, 2:6 |

### Парови: 2 (0:2)
| Легенда                        |
| ------------------------------ |
| Гренд слем турнири (0:0)       |
| Завршно првенство сезоне (0:0) |
| АТП мастерс 1000 (0:0)         |
| АТП 500 (0:0)                  |
| АТП 250 (0:2)                  |

| Финала по подлози |
| ----------------- |
| Тврда (0:1)       |
| Шљака (0:0)       |
| Трава (0:1)       |

| Финала по локацији |
| ------------------ |
| Отворено (0:2)     |
| Дворана (0:0)      |

| Исход     | Бр. | Датум             | Турнир            | Подлога | Партнер      | Противници               | Резултат      |
| --------- | --- | ----------------- | ----------------- | ------- | ------------ | ------------------------ | ------------- |
| Финалиста | 1.  | 16. јун 2019.     | Штутгарт, Немачка | Трава   | Рохан Бопана | Џон Пирс Бруно Соарес    | 5:7, 3:6      |
| Финалиста | 2.  | 18. фебруар 2022. | Доха, Катар       | Тврда   | Рохан Бопана | Весли Колхоф Нил Скупски | 6:7(4:7), 1:6 |

## Остала финала

### Тимска такмичења: 3 (2:1)
| Исход     | Бр. | Датум              | Турнир                      | Подлога   | Партнери                                                           | Противници                                                                                              | Резултат | Извор   |
| --------- | --- | ------------------ | --------------------------- | --------- | ------------------------------------------------------------------ | --- | -------- | ------- |
| Финалиста | 1.  | 24. новембар 2019. | Дејвис куп, Мадрид, Шпанија | Тврда (д) | Феликс Оже-Алијасим Брејден Шнур Вашек Поспишил                    | Рафаел Надал Роберто Баутиста Агут Пабло Карењо Буста Фелисијано Лопез Марсел Гранољерс                 | 0:2      | [ 103 ] |
| Победник  | 1.  | 9. јануар 2022.    | АТП куп, Сиднеј, Аустралија | Тврда     | Феликс Оже-Алијасим Брејден Шнур Стивен Дијез                      | Роберто Баутиста Агут Пабло Карењо Буста Алберт Рамос-Вињолас Алехандро Давидович Фокина Педро Мартинез | 2:0      | [ 104 ] |
| Победник  | 2.  | 27. новембар 2022. | Дејвис куп, Малага, Шпанија | Тврда (д) | Феликс Оже-Алијасим Вашек Поспишил Алексис Галарно Габријел Дијало | Алекс де Минор Џордан Томпсон Танаси Кокинакис Макс Персел Метју Ебден                                  | 2:0      | [ 105 ] |

## Биланс против тенисера који су се током каријере налазили међу десет најбољих на АТП листи
- Тејлор Фриц 5:4
- Франсес Тијафо 4:2
- Стефанос Циципас 3:2
- Марин Чилић 3:2
- Феликс Оже-Алијасим 3:3
- Александар Зверев 3:5
- Матео Беретини 2:0
- Фабио Фоњини 2:0
- Карен Хачанов 2:0
- Томаш Бердих 2:1
- Станислас Вавринка 2:1
- Жил Симон 2:1
- Григор Димитров 2:2
- Андреј Рубљов 2:3
- Данил Медведев 2:4
- Рафаел Надал 2:4
- Пабло Карењо Буста 2:5
- Роберто Баутиста Агут 1:0
- Јаник Синер 1:0
- Давид Гофен 1:1
- Енди Мари 1:1
- Гаел Монфис 1:1
- Кеј Нишикори 1:1
- Милош Раонић 1:1
- Жо-Вилфрид Цонга 1:1
- Хуан Мартин дел Потро 1:2
- Хуберт Хуркач 1:4
- Карлос Алкараз 0:1
- Кевин Андерсон 0:1
- Ришар Гаске 0:1
- Ернестс Гулбис 0:1
- Лука Пуј 0:1
- Холгер Руне 0:1
- Роџер Федерер 0:1
- Дијего Шварцман 0:1
- Камерон Нори 0:2
- Каспер Руд 0:2
- Доминик Тим 0:3
- Новак Ђоковић 0:8

Имена тенисера који су били на првом месту АТП листе су подебљана.
* Подаци од 31. јула 2023.

## Победе над топ 10 тенисерима
Шаповалов има однос победа и пораза 11:31 (26,2%) против тенисера који су у време одигравања меча били рангирани међу првих 10 на АТП листи.
| Сезона | 2015. | 2016. | 2017. | 2018. | 2019. | 2020. | 2021. | 2022. | 2023. | Укупно |
| Победа | 0     | 0     | 1     | 0     | 3     | 3     | 1     | 3     | 0     | 11     |

| Бр.   | Противник             | Позиција | Турнир                        | Подлога   | Рунда | Резултат                     | Позиција ДШ |
| ----- | --------------------- | -------- | ----------------------------- | --------- | ----- | ---------------------------- | ----------- |
| 2017. |                       |          |                               |           |       |                              |             |
| 1.    | Рафаел Надал          | Бр. 2    | Монтреал, Канада              | Тврда     | 3К    | 3:6, 6:4, 7:6(7:4)           | Бр. 143     |
| 2019. |                       |          |                               |           |       |                              |             |
| 2.    | Стефанос Циципас      | Бр. 10   | Мајами, САД                   | Тврда     | 4К    | 4:6, 6:3, 7:6(7:3)           | Бр. 23      |
| 3.    | Александар Зверев     | Бр. 6    | Париз, Француска              | Тврда (д) | 3К    | 6:2, 5:7, 6:2                | Бр. 28      |
| 4.    | Матео Беретини        | Бр. 8    | Дејвис куп, Мадрид, Шпанија   | Тврда (д) | ГФ    | 7:6(7:5), 6:7(3:7), 7:6(7:5) | Бр. 15      |
| 2020. |                       |          |                               |           |       |                              |             |
| 5.    | Стефанос Циципас      | Бр. 6    | АТП куп, Бризбејн, Аустралија | Тврда     | ГФ    | 7:6(8:6), 7:6(7:4)           | Бр. 15      |
| 6.    | Александар Зверев     | Бр. 7    | АТП куп, Бризбејн, Аустралија | Тврда     | ГФ    | 6:2, 6:2                     | Бр. 15      |
| 7.    | Давид Гофен           | Бр. 10   | Њујорк, САД                   | Тврда     | 4К    | 6:7(0:7), 6:3, 6:4, 6:3      | Бр. 17      |
| 2021. |                       |          |                               |           |       |                              |             |
| 8.    | Роберто Баутиста Агут | Бр. 10   | Вимблдон, В. Британија        | Трава     | 4К    | 6:1, 6:3, 7:5                | Бр. 12      |
| 2022. |                       |          |                               |           |       |                              |             |
| 9.    | Александар Зверев     | Бр. 3    | Мелбурн, Аустралија           | Тврда     | 4К    | 6:3, 7:6(7:5), 6:3           | Бр. 14      |
| 10.   | Рафаел Надал          | Бр. 4    | Рим, Италија                  | Шљака     | 3К    | 1:6, 7:5, 6:2                | Бр. 16      |
| 11.   | Тејлор Фриц           | Бр. 10   | Беч, Аустрија                 | Тврда (д) | 2К    | 6:1, 4:6, 6:3                | Бр. 19      |

## Награде
- 2017. АТП Звезда Сутрашњице[106]
- 2017. АТП играч са највећим напретком[107]
- 2017. Најбољи канадски тенисер године[108]
- 2017. Награда Лионела Коначера[109]